# Constante de Kepler
En mécanique céleste, la constante de Kepler, ainsi désignée en l'honneur de Johannes Kepler, est le coefficient de proportionnalité qui intervient dans la troisième des lois de Kepler sur le mouvement de révolution des planètes du Système solaire dans le cadre du problème à deux corps.
La troisième loi de Kepler, dite loi des périodes, énonce que, quelle que soit la masse de la planète considérée, le cube du demi-grand axe de l'orbite de la planète est directement proportionnelle au carré de la période de révolution de la planète :
{\displaystyle a^{3}\propto {T^{2}}}.

## Notation et définition
La constante de Kepler est couramment notée {\displaystyle K}, correspondant à la lettre K majuscule de l'alphabet latin, initiale de l'allemand Konstante (« constante ») et du nom de famille de Kepler.
Elle est définie par :
{\displaystyle K={\frac {T^{2}}{a^{3}}}},
où :
- {\displaystyle a} est le demi-grand axe de l'orbite ;
- {\displaystyle T} est la période orbitale.

La constante de Kepler peut être définie comme le produit du carré du moyen mouvement par le cube du demi-grand axe :
{\displaystyle K={\frac {{n^{2}}{a^{3}}}{4\pi ^{2}}}},
où :
- {\displaystyle n} est la vitesse moyenne du mouvement : {\displaystyle n={\frac {2\pi }{T}}}.

## Expressions
La constante de Kepler s'exprime par :
{\displaystyle K={\frac {4\pi ^{2}}{GM_{A}}}},
où :
- {\displaystyle G} est le constante gravitationnelle ;
- {\displaystyle M_{A}} est la masse de l'astre attracteur ;
- {\displaystyle \pi } est le nombre pi.

Elle s'exprime aussi par : 
{\displaystyle K={\frac {4\pi ^{2}}{\mu _{\odot }}}},
où :
- {\displaystyle \mu _{\odot }} est le paramètre de masse solaire, anciennement appelé constante héliocentrique de la gravitation.

## Valeurs
Pour les orbites solaires, la constante de Kepler vaut environ 2,97 × 10−19 m−3 s2.
Pour les orbites terrestres, elle vaut environ 9,90 × 10−14 m−3 s2.